# العلاقات التركية السويسرية
العلاقات التركية السويسرية هي العلاقات الثنائية التي تجمع بين تركيا وسويسرا.

## مقارنة بين البلدين
هذه مقارنة عامة ومرجعية للدولتين:
| وجه المقارنة                                              | تركيا         | سويسرا                                                                                      |
| --------------------------------------------------------- | ------------- | ------------------------------------------------------------------------------------------- |
| المساحة (كم2)                                             | 783.56 ألف    | 41.28 ألف                                                                                   |
| عدد السكان (نسمة)                                         | 80.14 مليون   | 8.21 مليون                                                                                  |
| الكثافة السكانية (ن./كم²)                                 | 102.28        | 198.89                                                                                      |
| العاصمة                                                   | أنقرة         | برن                                                                                         |
| اللغة الرسمية                                             | اللغة التركية | اللغة الألمانية، اللغة الإيطالية، لغة فرنسية، اللغة الرومانشية، الألمانية السويسرية الموحدة |
| العملة                                                    | ليرة تركية    | فرنك سويسري                                                                                 |
| الناتج المحلي الإجمالي (بليون دولار)                      | 851.10 مليار  | 678.89 مليار                                                                                |
| الناتج المحلي الإجمالي (تعادل القوة الشرائية) بليون دولار | 1.57 تريليون  | 518.07 مليار                                                                                |
| الناتج المحلي الإجمالي الاسمي للفرد دولار أمريكي          | 9.12 ألف      | 80.94 ألف                                                                                   |
| الناتج المحلي الإجمالي للفرد دولار أمريكي                 | 19.79 ألف     | 59.54 ألف                                                                                   |
| مؤشر التنمية البشرية                                      | 0.761         | 0.930                                                                                       |
| رمز المكالمات الدولي                                      | +90           | +41                                                                                         |
| رمز الإنترنت                                              | .tr           | .ch، .swiss ‏                                                                                |
| المنطقة الزمنية                                           | ت ع م+03:00   | توقيت وسط أوروبا، ت ع م+01:00، ت ع م+02:00، أوروبا/زيورخ ‏                                   |

## مدن متوأمة
في ما يلي قائمة باتفاقيات التوأمة بين مدن تركية وسويسرية:
- ترتبط وان مع بازل باتفاقية توأمة.
- ترتبط أخيسار مع لوزان باتفاقية توأمة منذ 1988.

## منظمات دولية مشتركة
يشترك البلدان في عضوية مجموعة من المنظمات الدولية، منها:
| علم المنظمة | اسم المنظمة                               | تاريخ انضمام تركيا | تاريخ انضمام سويسرا |
| ----------- | ----------------------------------------- | ------------------ | ------------------- |
|             | مؤسسة التمويل الدولية                     | 19 ديسمبر 1956     | 29 مايو 1992        |
|             | يونسكو                                    | 4 نوفمبر 1946      | 28 يناير 1949       |
|             | مجموعة أستراليا                           | 2000               | 1987                |
|             | اتحاد المدفوعات الأوروبي ‏                 | ?                  | ?                   |
|             | مجموعة الموردين النوويين                  | ?                  | ?                   |
|             | الوكالة الدولية للطاقة                    | ?                  | ?                   |
|             | مؤسسة التنمية الدولية                     | 22 ديسمبر 1960     | 29 مايو 1992        |
|             | منظمة التعاون الاقتصادي والتنمية          | ?                  | ?                   |
|             | المركز الدولي لتسوية المنازعات الاستشارية | 2 أبريل 1989       | 14 يونيو 1968       |
|             | وكالة ضمان الاستثمار متعدد الأطراف        | 3 يونيو 1988       | 12 أبريل 1988       |
|             | منظمة حظر الأسلحة الكيميائية              | ?                  | ?                   |
|             | المنظمة الأوروبية لسلامة الملاحة الجوية   | 1989               | 1992                |
|             | البنك الإفريقي للتنمية                    | ?                  | ?                   |
|             | الأمم المتحدة                             | 24 أكتوبر 1945     | 10 سبتمبر 2002      |
|             | الاتحاد الدولي للاتصالات                  | 1866               | 1866                |
|             | منظمة الشرطة الجنائية الدولية             | ?                  | ?                   |
|             | البنك الدولي للإنشاء والتعمير             | 11 مارس 1947       | 29 مايو 1992        |
|             | منظمة الأمن والتعاون في أوروبا            | 25 يونيو 1973      | 25 يونيو 1973       |
|             | الاتحاد البريدي العالمي                   | ?                  | ?                   |
|             | منظمة التجارة العالمية                    | 26 مارس 1995       | ?                   |
|             | الفريق المعني برصد الأرض                  | ?                  | ?                   |
|             | بنك التنمية الآسيوي                       | 1991               | 1967                |
|             | نظام تحكم تكنولوجيا القذائف               | 1997               | 1992                |
|             | مجلس أوروبا                               | 9 أغسطس 1949       | ?                   |

## أعلام
هذه قائمة لبعض الشخصيات التي تربطها علاقات بالبلدين:
- أنيس كانتر (لاعب كرة سلة تركي، 20 مايو 1992 – )
- الأمير صباح الدين (13 فبراير 1879 – 30 يونيو 1948)
- ايرثان كافاك (لاعب كرة قدم تركي، 16 ديسمبر 1987[26] – )
- إراي كومارت (لاعب كرة قدم سويسري، 4 فبراير 1998[27] – )
- إرين دردييوك (لاعب كرة قدم سويسري، 12 يونيو 1988[28] – )
- دينيز أوغور (ممثلة تركية، 17 أكتوبر 1973 – )
- سيهان يلديز (لاعب كرة قدم تركي، 30 أبريل 1989[29] – )
- غوخان إينلر (لاعب كرة قدم سويسري، 27 يونيو 1984[30] – )
- كريم فراي (لاعب كرة قدم تركي، 19 نوفمبر 1993[31] – )
- كوبيلاي توركيلماز (لاعب كرة قدم، 4 مارس 1967[32] – )
- مراد ياكين (15 سبتمبر 1974[33] – )
- موسى عراز (لاعب كرة قدم سويسري، 17 يناير 1994[34] – )
- هاكان ياكين (لاعب كرة قدم سويسري، 22 فبراير 1977[35] – )

## وصلات خارجية
- موقع وزارة الخارجية التركية
- موقع وزارة الخارجية السويسرية